# Carro Presidencial do Brasil
O carro presidencial do Brasil é o veículo oficial usado pelo Presidente do Brasil durante suas visitas oficiais aos estados ou durante o cotidiano do presidente. O atual automóvel que serve à presidência é um Ford Fusion Hybrid - batizado de Fusion Presidencial - substituído a cada ano pela fabricante por um modelo mais recente. Ainda mais recentemente o GSI adquiriu os novos Ford Edge ST, sendo utilizados com mais recorrência pelo Chefe de Estado do Brasil. Entretanto, em datas comemorativas, tais como a posse do presidente, o chefe de estado faz uso de um Rolls-Royce Silver Wraith de 1952.

## Modelo atual
O presidente Luiz Inácio Lula da Silva começou a usar a partir de junho de 2008 um novo modelo de carro presidencial. Em substituição ao Chevrolet Omega usado por Fernando Henrique Cardoso e fabricado no Brasil, chegava o Ford Fusion importado do México, e vendido na época por cerca de R$ 84 mil.
Como o carro foi cedido pela Ford em regime de comodato. Após o vencimento da cessão, a Presidência voltou a usar o Omega. Porém, o acordo foi renovado em 2010, com a entrega do Ford Fusion Hybrid, durante o 26º Salão do Automóvel de São Paulo, ao presidente Lula. O presidente Lula vem utilizando o mesmo modelo da Ford atualmente.
Um Chevrolet Omega de 2011 também está incluso na frota presidencial e é atualmente usado pelo presidente em alguns deslocamentos.[carece de fontes?] O carro foi usado inclusive no desfile de independência em 7 de setembro de 2016, substituindo o clássico Rolls-Royce Silver Wraith tradicionalmente usado no desfile.
Ao ceder automóveis em regime de comodato a personalidades, que permite o uso gratuito dos carros por um período nunca inferior a dois anos, as montadoras lucram com a "propaganda" promovida pelo ocupante do veículo.

### Carro de cerimônias

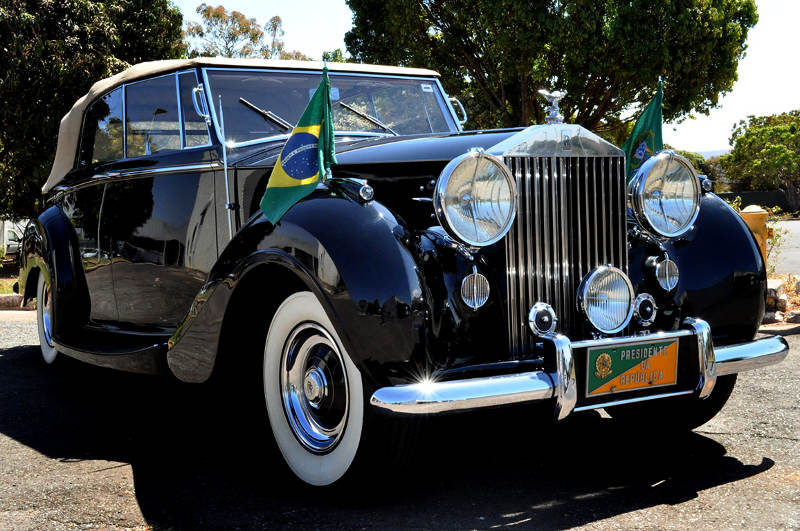
O Rolls Royce Presidencial

O Presidente da República ainda tem um outro carro à disposição, um Rolls-Royce Silver Wraith ano 1952. A relíquia, porém, é usada apenas nos desfiles de posse dos presidentes, visitas de Estado e durante as comemorações da Independência. O modelo foi usado, pela primeira vez, numa cerimônia pública em 1º de maio de 1953 por Getúlio Vargas durante as comemorações do Dia do Trabalho em Volta Redonda e o primeiro visitante estrangeiro a se utilizar do automóvel foi o Presidente do Peru, General Manoel Odría, em 25 de agosto de 1953 quando estava em visita ao Brasil. Depois dele, utilizaram-se do automóvel muitas outras autoridades, tais como o Rei Balduíno da Bélgica, o presidente francês General Charles de Gaulle, a Rainha Elizabeth II do Reino Unido e muitos outros chefes de Estado e de governo que visitaram o Brasil.
Apesar de todo este currículo, as origens dos tão conhecidos automóveis se perderam no tempo e a realidade foi sendo substituída por várias lendas que foram tomando corpo e substituindo os verdadeiros fatos. O resultado deste processo de desinformação coletiva - de forma proposital ou não - fez crer ao público que o automóvel conversível havia sido um presente da Rainha Elizabeth II ao presidente Getúlio Vargas em 1953 e o fechado simplesmente desapareceu da memória dos brasileiros.
Tal doação nunca foi comprovada e agora, finalmente, tem-se a possibilidade de recompor a trajetória dos automóveis não através de simples e incertas lembranças, mas através de entrevistas, documentos e farta bibliografia. A versão oficial sobre a doação do Rolls-Royce aberto à Presidência é que o automóvel foi doado por Assis Chateaubriand (maior empresário do país à época e dono do império dos Diários Associados) a Getúlio Vargas em 1952.

### Outros carros

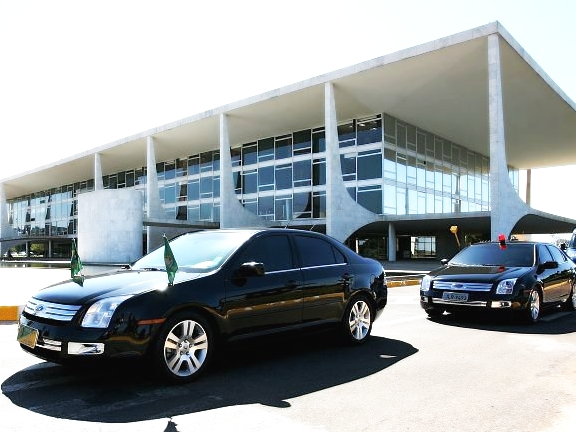
Ford Fusion

Já passaram pela garagem da Presidência vários modelos de diferentes marcas, como Protos, Cadillac, Lincoln, Dodge e Mercedes-Benz. Um Lincoln Cosmopolitan blindado, usado, foi doado pelo presidente dos EUA, Dwight Eisenhower, como parte da "Política da Boa Vizinhança" promovida pelos EUA. Com o advento da indústria automobilística nacional, vieram o FNM JK, Willys Itamaraty, o Ford Galaxie e finalmente o Ford Landau. Devido à inexistência de veículo similar no mercado nacional, então fechado aos importados, dois Landaus permaneceram em serviço até o final do governo de José Sarney. Da última série fabricada em 1982 e movidos a etanol, foram adquiridos no governo de seu antecessor, o general João Figueiredo, e frequentemente apresentavam problemas mecânicos, devido à alta quilometragem. Atualmente, encontram-se expostos na Fundação José Sarney e no Museu do Automóvel de Brasília.

Durante o governo de Fernando Collor de Mello, que chamava os ultrapassados carros nacionais de "carroças", foram incorporados à frota um Mercedes-Benz 560 SEL, um Alfa Romeo 164 e um Lincoln Town Car. Esse foi o único período da história recente em que a Presidência dispôs de veículos topo de linha, similares aos utilizados por outros Chefes de Estado. Collor tinha clara preferência pelo Lincoln, que à época também era utilizado (em versão profundamente modificada) pelo presidente dos EUA, George H. W. Bush. Ao contrário de Collor, Itamar Franco preferiu manter o Chevrolet Opala Diplomata que o servia na Vice-Presidência e deu fim aos outros adquiridos pelo antecessor. O Mercedes-Benz e o Alfa Romeo foram devolvidos aos fabricantes, enquanto o Lincoln foi leiloado em prol da extinta Legião Brasileira de Assistência.

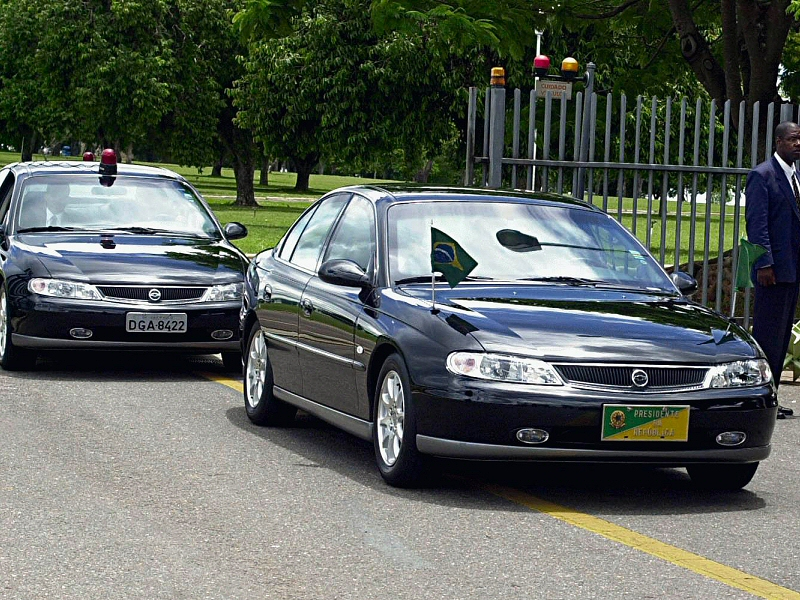
Chevrolet Ômega adquirido no mandato de FHC.
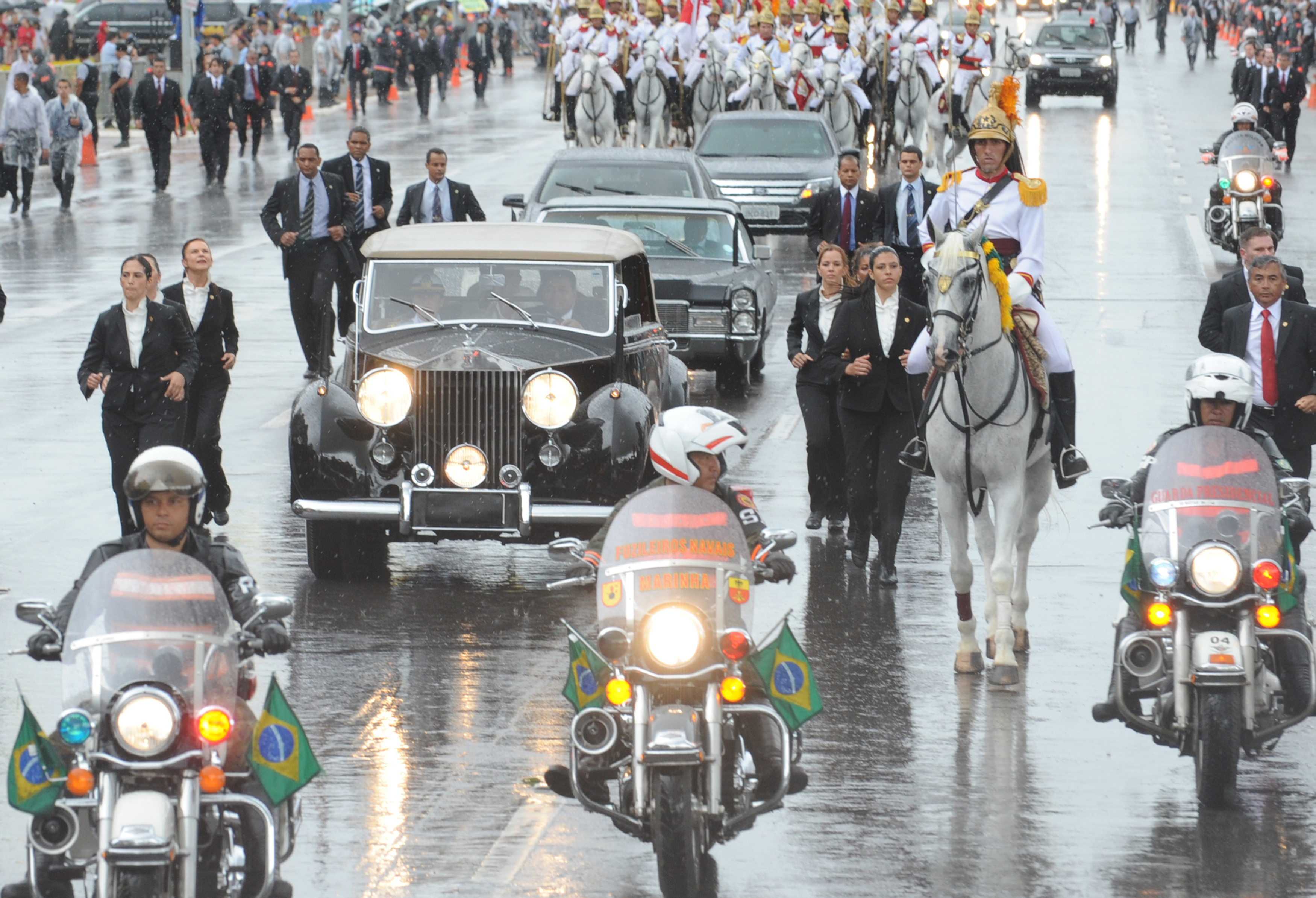
Rolls-Royce sendo utilizado na Posse da Presidente Dilma Rousseff em 2011.
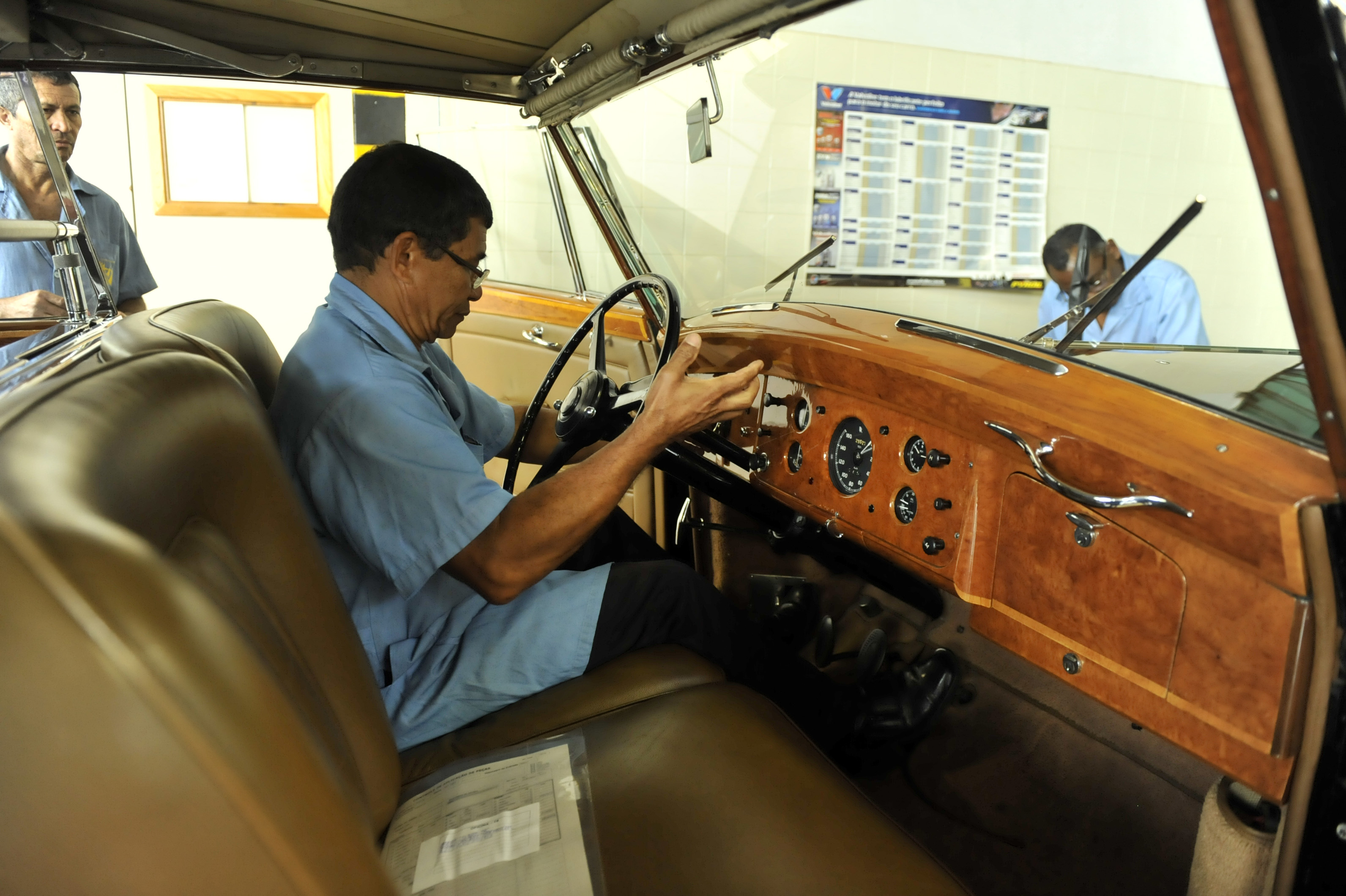
Interior do Rolls-Royce Presidencial
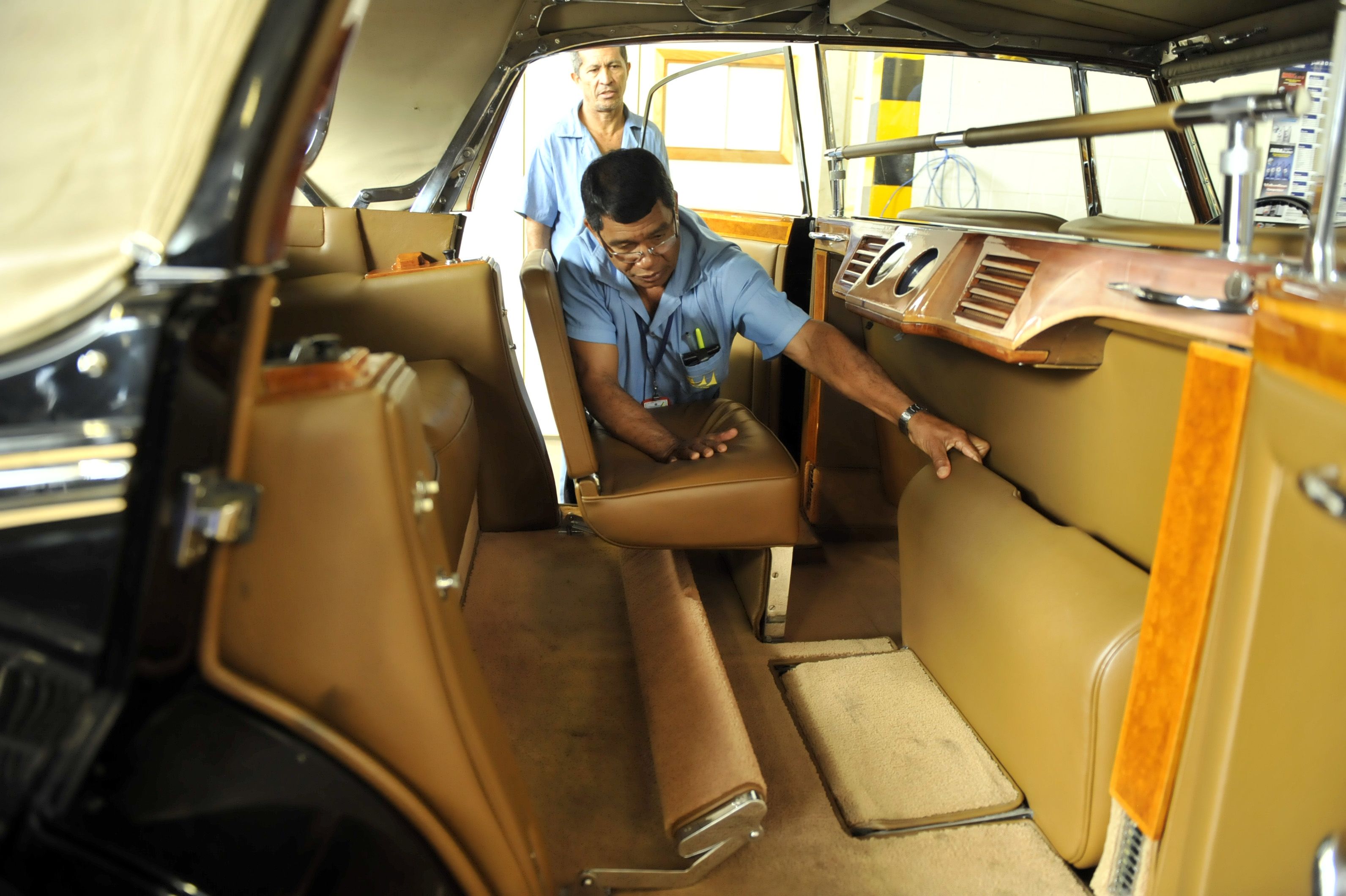
Interior do Rolls-Royce Presidencial.
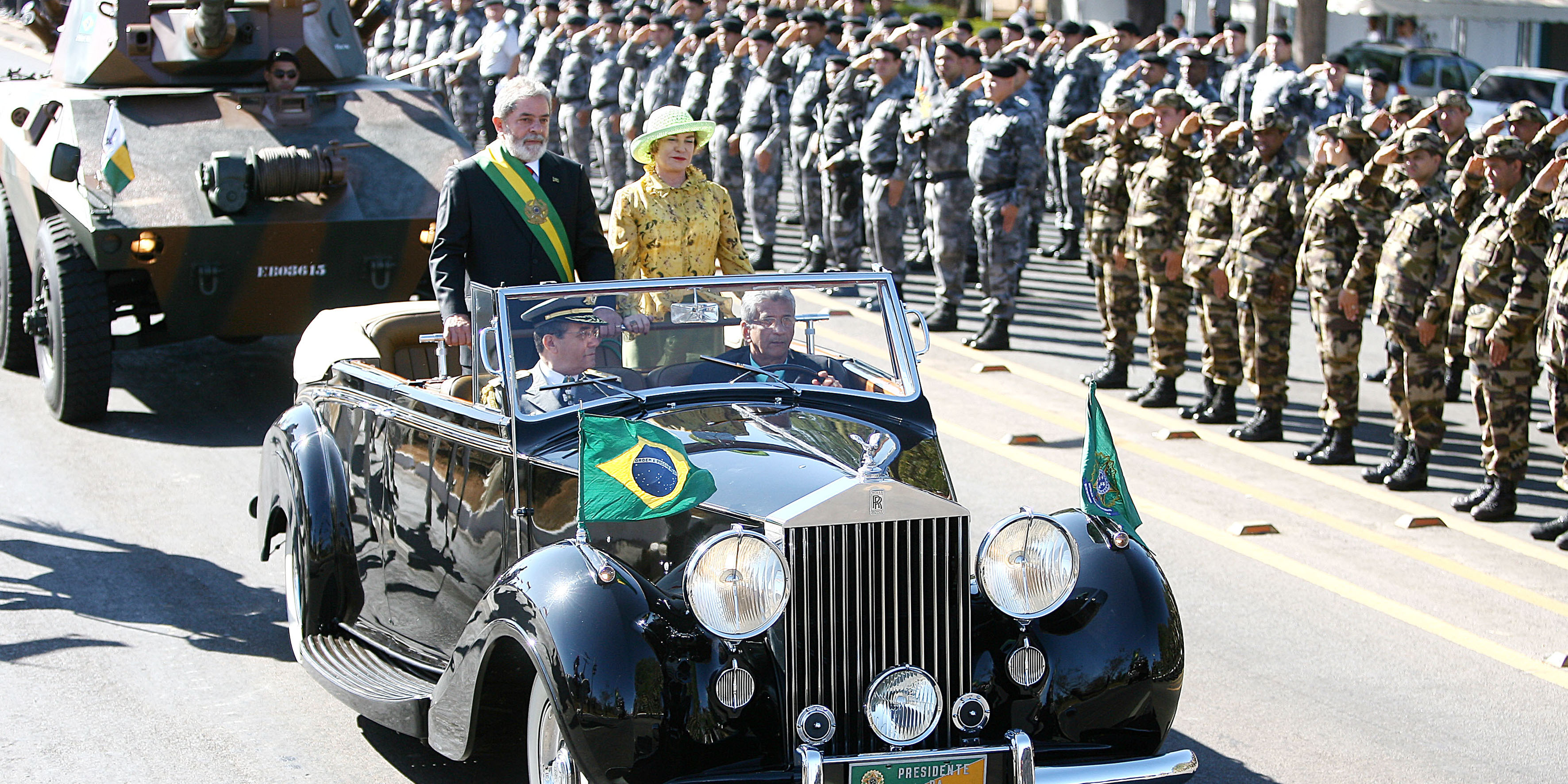
Presidente Lula utiliza Rolls-royce durante as comemorações da Independência.
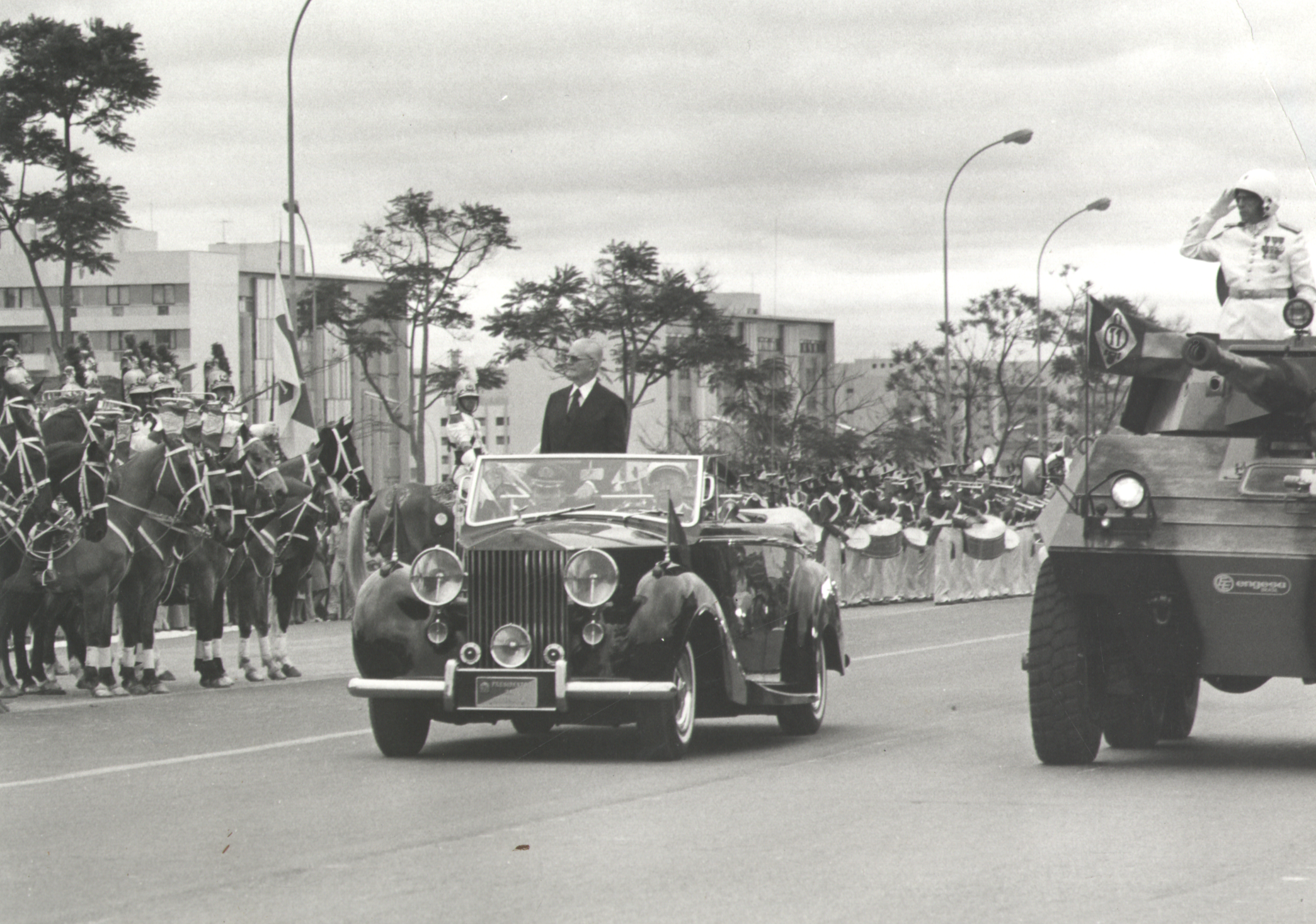
Posse de Ernesto Geisel como Presidente da República